# Meurtre de Giarre
Le meurtre de Giorgio Agatino Giammona et Antonio Galatola, plus connu sous le nom de meurtre de Giarre, est une affaire criminelle italienne survenue en octobre 1980 dans la commune de Giarre, en Sicile.

## Déroulement des faits
Le 31 octobre 1980, les corps décomposés de deux jeunes hommes, Giorgio Agatino Giammona, 25 ans, et Antonio "Toni" Galatola, 15 ans, qui avaient disparu de chez eux deux semaines plus tôt, sont retrouvés morts, main dans la main, tous deux abattus d'une balle dans la tête. Les deux garçons étaient appelés "i ziti" ("les petits amis") dans le village. Giorgio, en particulier, était ouvertement gay, après avoir été surpris dans une voiture par un carabinier local avec un autre jeune homme à l'âge de 16 ans, ce qui l'a conduit à être dénoncé et à recevoir le surnom péjoratif sicilien "puppu 'ccô bullu" ("homosexuel patenté").

## Conséquences
Lorsque des journalistes et des photographes venus de toute l'Italie arrivent sur les lieux pour médiatiser la tragédie, ils sont confrontés au sens de l'omertà du village, qui ne voulait pas être associé à l'histoire d'un couple homosexuel.
D'un point de vue judiciaire, l'affaire est rapidement classée comme un suicide, même si les enquêtes conduisent rapidement à l'identification d'un possible auteur du crime : Francesco Messina, le neveu de Toni, âgé de 13 ans, qui donc ne peut être puni. Il affirme que les victimes elles-mêmes lui avaient ordonné de les tuer, en disant qu'elles l'avaient menacé de le tuer s'il ne se soumettait pas. Cependant, deux jours plus tard, il revient sur ses propos, affirmant avoir pris la responsabilité sous la pression des carabiniers.
Le cas reste irrésolu depuis lors, mais on suppose que les deux auraient été tués sur ordre des familles.
L'affaire oblige l'opinion publique italienne à reconnaître l'existence d'un problème d'homophobie dans le pays et mène à la création à la fondation du premier cercle Arcigay, en devenant ainsi un événement fondamental dans l'histoire du mouvement de libération homosexuelle en Italie.